# Matta hambletoni
Espèce
Matta hambletoni est une espèce d'araignées aranéomorphes de la famille des Tetrablemmidae.

## Distribution
Cette espèce est endémique du Minas Gerais au Brésil,. Elle se rencontre vers Viçosa.

## Description
Le mâle holotype mesure 1,4 mm.

## Étymologie
Cette espèce est nommée en l'honneur d'Edson Jorge Hambleton (1902-1980).

## Publication originale
- Crosby, 1934 : An interesting two-eyed spider from Brazil (Tetrablemmidae). Bulletin of the Brooklyn Entomological Society, vol. 29, p. 19-23 (texte intégral).